# Mp2
MP2 zvučni datotečni sadržajni format koji je gubitni i sažimajući. Osobito ga rabe mediji.